# 中衛駅
中衛駅（ちゅうえいえき）は中華人民共和国寧夏回族自治区中衛市沙坡頭区鼓楼北街にある中国国鉄蘭州鉄路局が管轄する駅である。

## 駅構造
単式ホーム1面、島式ホーム1面を持つ地上駅である。

## 所属路線
- 中国国鉄
  - 包蘭線：包頭駅起点より673km、蘭州駅終点まで306km
  - 宝中線：本駅が終点、宝鶏駅起点より511km、柳家荘から包蘭線と共用。
  - 太中銀線：本駅が終点、太原南駅起点より752km。黄羊湾から包蘭線と共用。

## 利用状況
本駅は包蘭線、宝中線、太中銀線の旅客、貨物を扱う二等駅で、各種別を含め2010年3月現在、毎日30本余りの旅客列車が発着する。

## 歴史
- 1957年6月 - 駅を建設開始した[2]。
- 1958年 - 包蘭線の開通に伴い開業した[3]。
- 1997年11月18日 - 新駅舎を使用開始した[2]。
- 2010年 - 拡張改造工事を開始した[4]。
- 2011年1月11日 - 太中銀線が開業[5]。

## 隣の駅
中国国鉄
包蘭線
黄羊湾駅 - 柳家荘駅 - 鎮羅堡駅 - 中衛駅 - 迎水橋駅
宝中線
宣和駅 - 柳家荘駅 - 鎮羅堡駅 - 中衛駅
太中銀線
黄羊湾駅 - 柳家荘駅 - 鎮羅堡駅 - 中衛駅